# Hipogonal

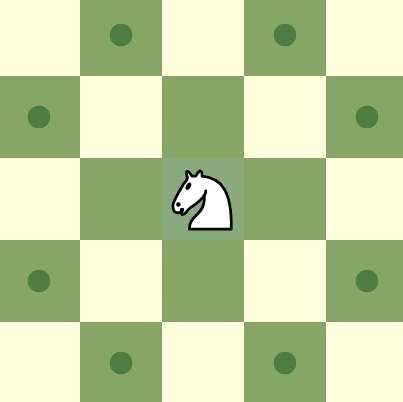
Demonostração dos lances hipogonais do Cavalo.

Um hipogonal (pronunciado /hᵻˈpɒɡənəl/)  É um movimento do xadrez semelhante ao movimento do cavalo. Isto é, um salto m ao quadrado em uma das direções ortogonais, e n ao quadrado na outra, para valores inteiros de m e n .  Não precisa ser uma proporção de 2:1 para m e n. Um tipo específico de movimento hipogonal pode ser escrito (m,n), geralmente com o menor número primeiro.
Por exemplo, o próprio cavalo se move duas casas em uma direção ortogonal e uma na outra — ele se move hipogonalmente. É um movimento hipogonal (1,2), às vezes chamado de saltador (1,2).
Outras peças que se movem hipogonalmente incluem o camelo,  uma peça de xadrez de fada, que se move três quadrados em uma direção e um na outra, e, portanto, é um (1,3) movimento hipogonal. O cavalo Xiangqi é um cavalo de passo hipogonal e o cavaleiro noturno é um cavaleiro hipogonal. 
As peças são relacionadas as cores se a soma de m e n for par, então mudam de cor a cada movimento, caso contrário.

## Etimologia
A palavra hipogonal tem origem no termo Grego antigo ἵππος, híppos, que significa 'cavalo' (é importante notar que os cavaleiros eram chamados de 'cavalos' e ainda sim, são chamados assim em algumas línguas), o termo Grado (ângulo) (gōnía), que significa "ângulo". 

## Links externos
- Piececlopedia: Cavaleiro por Fergus Duniho e Hans Bodlaender, The Chess Variant Pages